# Amebelodon
L'amebelodonte (gen. Amebelodon) era un proboscidato primitivo appartenente al gruppo degli amebelodontidi. Il nome Amebelodon significa denti simili a un'arma spuntata.
L'Amebelodon comparve per la prima volta nelle grandi pianure del Nord America nel tardo Miocene, circa 10 milioni di anni fa, e si estinse intorno ai 6 milioni di anni fa su questo continente. Riuscì a raggiungere l'Asia tramite lo stretto di Bering, e qui vennero ritrovati suoi fossili in giacimenti risalenti al Miocene, particolarmente in Cina, anche se oggi sono perlopiù assegnate al genere Protanancus.
Il fossile più recente di questo mammifero è stato trovato in Nordamerica e risale a 5 milioni di anni fa.

## Specie

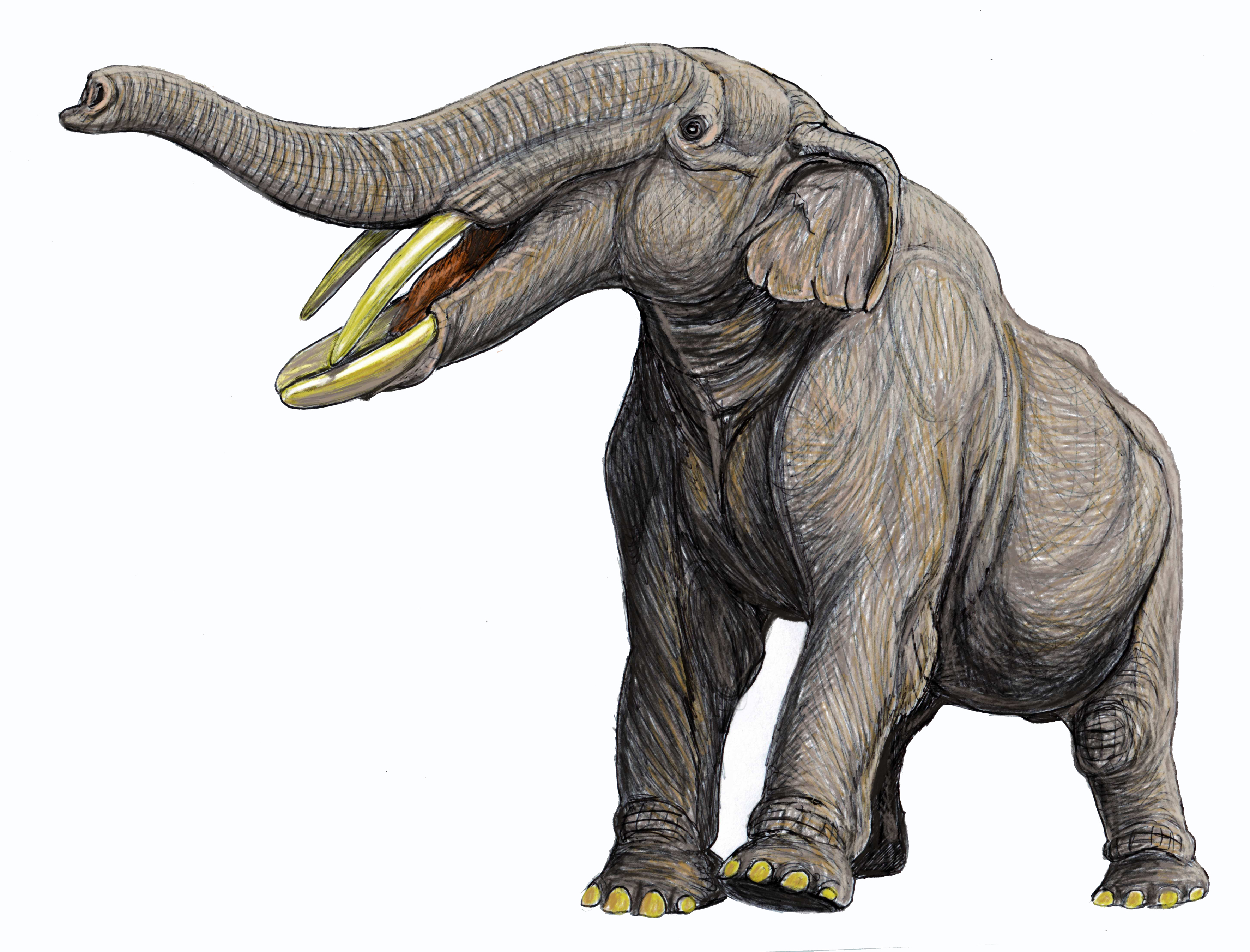
Ricostruzione di Amebelodon

Tra le varie specie di Amebelodon c'era una differenza di taglia anche considerevole. Si andava dall'Amebelodon floridanus, che era la specie di minori dimensioni, essendo più piccolo di un attuale elefante asiatico, all'Amebelodon fricki, leggermente più grande e più recente, fino all'Amebelodon britti, che raggiungeva un'altezza al garrese di 2,5 m ed un peso di circa 10 tonnellate, paragonabile a quello di un grosso mammut. Questa specie, assieme alla nordafricana Amebelodon cyrenaicus, è ora posizionata nel genere Konobelodon, che era precedentemente consigerato un sottogenere.

## Biologia

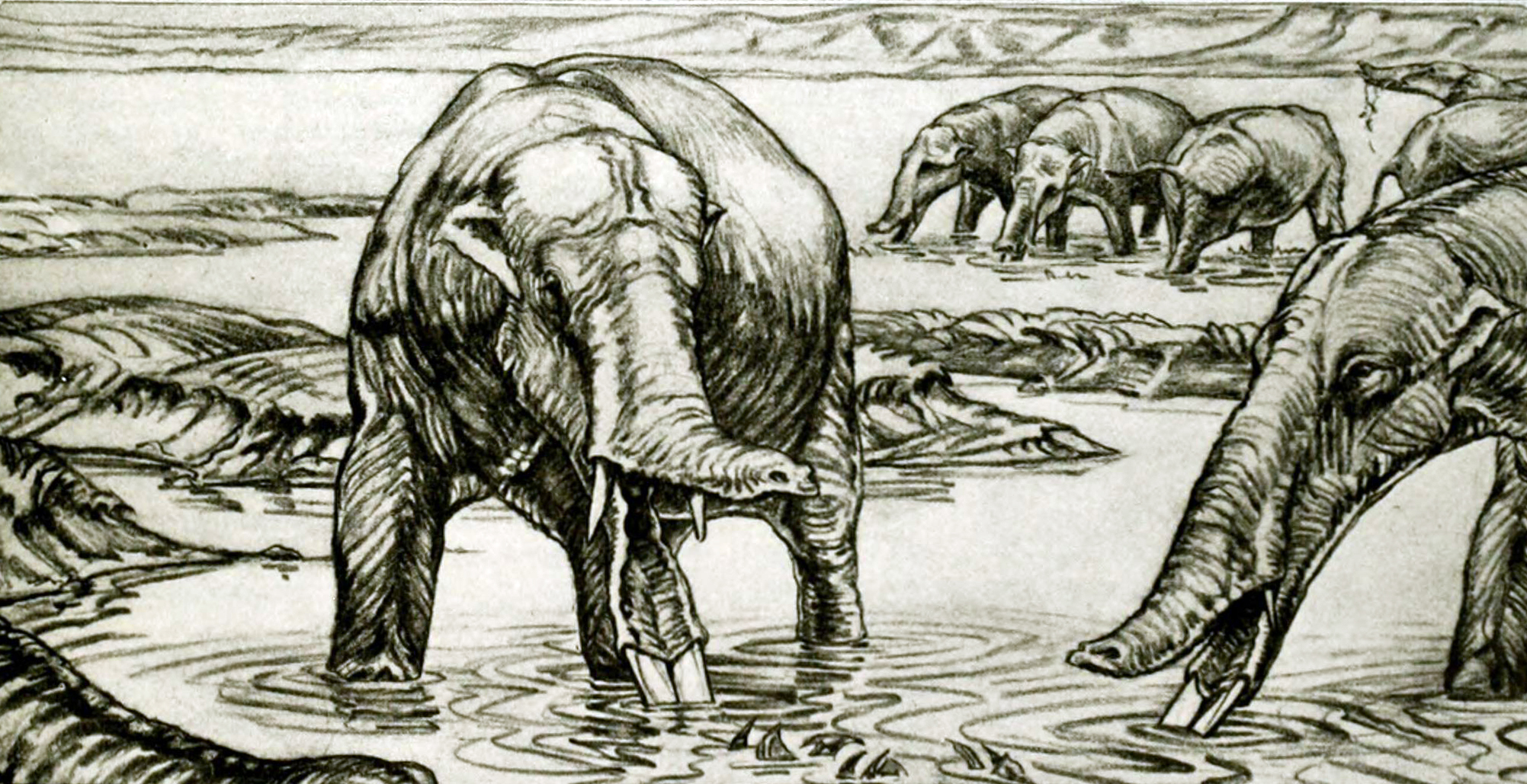
Ricostruzione risalente al 1932 dell'A. fricki riportante la rappresentazione della proboscide corta; attualmente tale ricostruzione è considerata non accurata.

Al pari degli altri gonfoteri, l'Amebelodon possedeva due paia di zanne, due sulla mandibola (simili alle zanne degli attuali elefanti) e due sulla mascella. Queste ultime si distinguevano per la loro relativa lunghezza ed il loro appiattimento, il che le rende simili a dei cucchiai: per questo motivo, si parla dell'Amebelodon (e delle specie con caratteristiche analoghe, come Platybelodon) come dell'"elefante dalle zanne a cucchiaio".
A lungo si è creduto che tali particolari zanne fossero usate per rimestare nelle paludi alla ricerca di materiale commestibile, ma recenti analisi sullo smalto dentario hanno rivelato che le zanne venivano utilizzate in una varietà di altri modi, ad esempio per raschiare la corteccia dagli alberi.
Questo animale, infatti, era un erbivoro versatile, che poteva nutrirsi sia di piante a foglia larga tipiche di ambienti umidi, che di quelle che crescevano in ambienti secchi.
L'Amebelodon viene generalmente rappresentato con una corta proboscide che non arriva alla punta delle zanne inferiori; questo animale era invece dotato di una proboscide lunga e flessibile, molto simile a quella degli attuali elefanti, e che probabilmente aveva un ruolo importante per la nutrizione dell'animale.